# Louis Renault (Autokonstrukteur)

Louis Renault (1907)

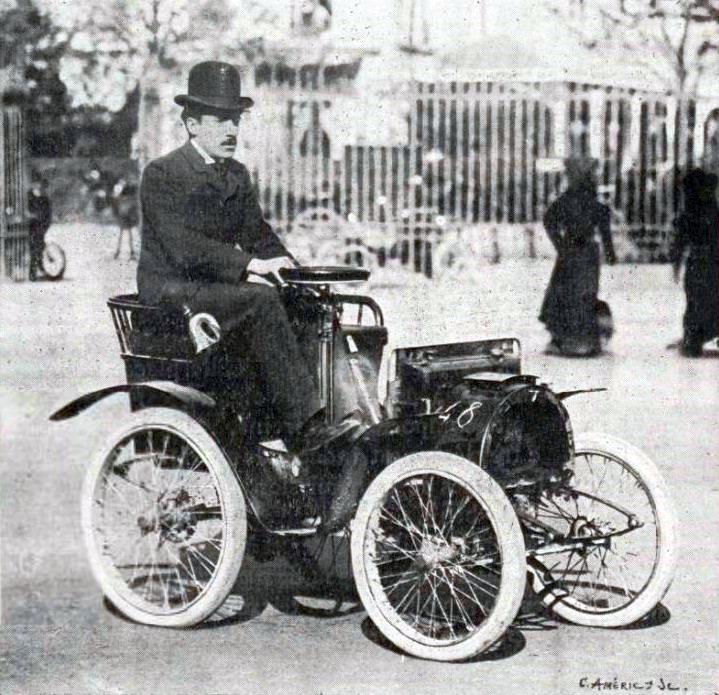
Louis Renault mit seinem ersten Auto im Jahre 1903

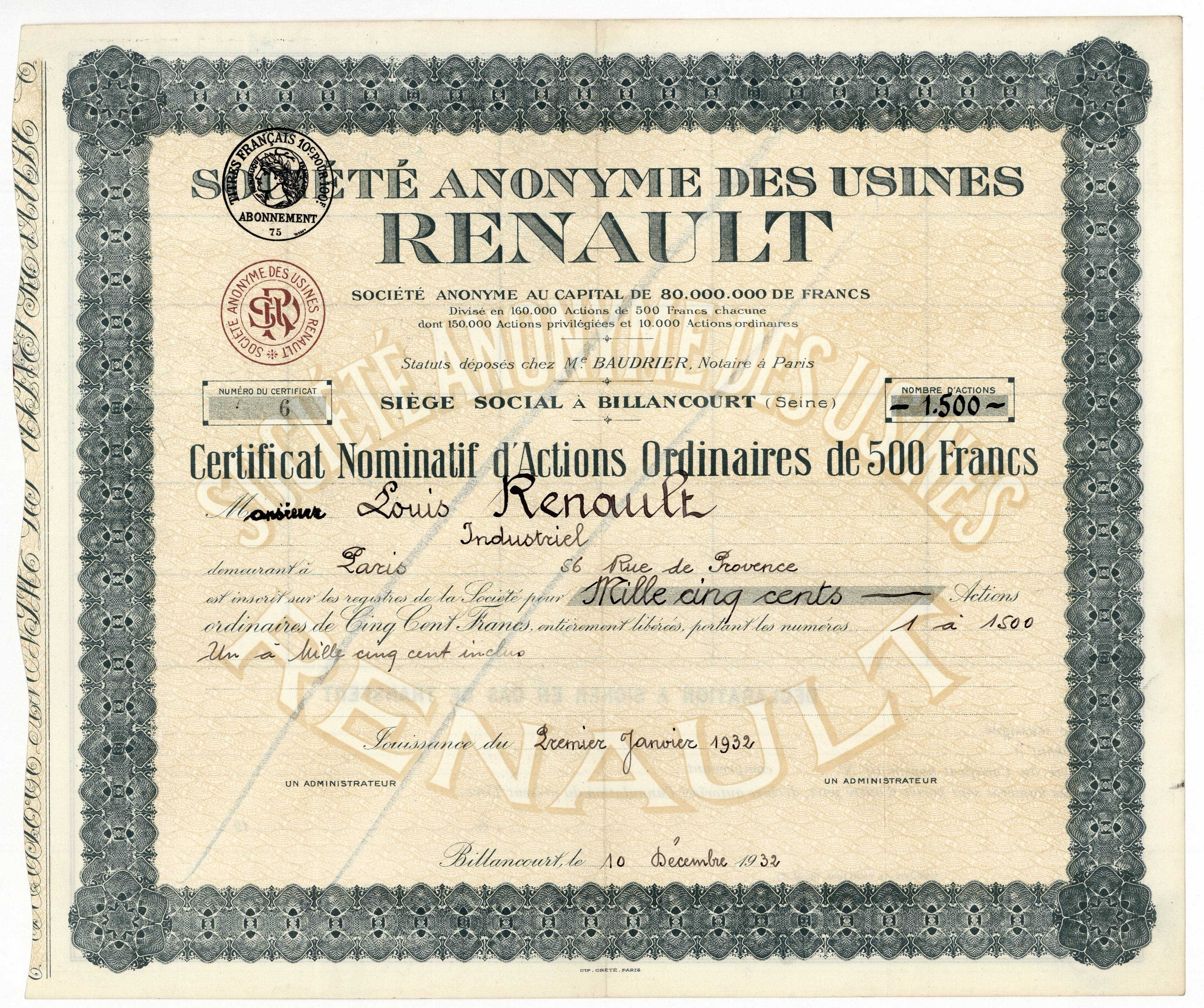
Aktie über 500 Francs der SA des Usines Renault vom 1. Januar 1932, ausgestellt auf Louis Renault

Louis Renault (* 15. Februar 1877 in Billancourt; † 24. Oktober 1944 in Paris) war ein französischer Ingenieur und Mitgründer des Automobilherstellers Renault.

## Leben und Wirken
Louis Vater, der Textilfabrikant Alfred Renault, glaubte, aus ihm werde nie etwas werden; er interessiere sich nur für Mechanik.
Den Anstoß für die Firmengründung von Louis bot nach dessen eigenen Angaben der Besuch des neuerbauten Eiffelturms 1889. Allerdings war er schon von klein auf fasziniert von Technik und Mechanik. So ersann er bereits als Elfjähriger ein eigenes elektrisches Batteriesystem, bei dem, durch Ziehen an einer Kordel gesteuert, Zinkstäbe in ein Säurebad tauchten. Als Zwölfjähriger versteckte er sich in einem Tender einer Dampflokomotive, um herauszufinden, wie diese funktioniert. Ein Jahr später steuerte er zum ersten Mal einen Dampfwagen; Léon Serpollet ließ ihn ans Steuer. Mechanische Konstruktionen reizten ihn. Schon in früher Jugend vernachlässigte er die Schule und trieb sich in Werkstätten und in den Bahnhöfen von Paris herum.
Im April 1897 konstruierte er einen Dampfgenerator und ließ ihn zum Patent anmelden. Die Firma Delaunay-Belleville wurde Lizenznehmer des Patents und engagierte Louis Renault als Konstruktionszeichner. Er bestand dort das Facharbeiter-Examen.
Der Weihnachtsabend 1898 gilt als Beginn des Unternehmens Renault. An diesem Abend erhielt Louis Renault Aufträge über zwölf Voiturettes. Am 28. Februar 1899 gründeten seine Brüder Marcel und Fernand die Société Renault Frères (Unternehmen der Gebrüder Renault). Louis war formal ihr Angestellter und für Konstruktion und Bau der Wagen verantwortlich. Nachdem Marcel 1903 tödlich verunglückt und Fernand 1908 schwer krank geworden war (er starb 1909) übernahm Louis das Unternehmen und leitete es bis 1944. 1901 gingen bereits 347 Bestellungen ein und das Werk in Billancourt beschäftigte 110 Mitarbeiter.
Louis Renault war auch als Rennfahrer aktiv. Nachdem beim abgebrochenen Rennen Paris-Madrid 1903 sein Bruder Marcel starb, beendete Louis seine Rennfahrerkarriere.
Renault leitete nicht nur das Unternehmen, sondern war auch weiterhin als Techniker tätig. Einige seiner patentierten Erfindungen wurden als revolutionär bezeichnet. Beispiele sind der Hinterradantrieb über eine Kardanwelle (sein erstes Patent im Automobilbau), die einschraubbare Zündkerze, ein Turbokompressor (Aufladegebläse), der Sicherheitsgurt, der erste V8-Motor für ein Flugzeug und die Trommelbremse. Diese Patente trugen zur finanziellen Unabhängigkeit des Unternehmens bei.
Renault hatte während des Ersten Weltkriegs als ersten Panzer den Renault FT gebaut. Er war dadurch zu einem nationalen Helden geworden; 1918 wurde er zum Offizier der Ehrenlegion ernannt.
1918 heiratete er die 23-jährige Christiane Boullaire; der Sohn Jean-Louis wurde 1920 geboren.
1929 baute er nach Henry Fords Vorbild ein neues Werk mit Fließband (mit 1500 Metern das längste außerhalb der USA) und moderner Montagetechnik. Folgen der Weltwirtschaftskrise (1929) trafen auch sein Unternehmen hart. Es überstand die Krise dank seiner ausreichenden Kapitaldecke, des breit gefächerten Typenprogramms, der weitgehenden Unabhängigkeit von Lieferanten und der hohen Fertigungstiefe. Renault fertigte auch Gullydeckel, Kantinenbesteck, Zündkerzen. Die Fertigung war effizient und die Entlassung einiger Mitarbeiter sicherten den Fortbestand des Unternehmens.
Im Juni 1940 besetzten deutsche Truppen Paris. Renault bot am 31. Juli 1940, zum Missfallen der Vichy-Regierung, deutschen Heeresdienststellen in Paris die Reparatur von erbeuteten französischen Panzern in seinen Werkstätten an. 
Die Kollaboration war ein sehr profitables Geschäft.
Renault hatte 1939 Adolf Hitler in Berlin getroffen und mit ihm öffentlichkeitswirksam die Hände geschüttelt.
Renault kollaborierte enger mit den Deutschen als Citroën und Peugeot. So lieferte Renault mehr LKW nach Deutschland als diese beiden Konkurrenten. Im März 1943 und im April und September 1944 wurden die Produktionsanlagen von alliierten Bomberverbänden schwer beschädigt. Circa zwei Drittel der Produktionskapazitäten des Werks bei Paris wurden vernichtet. 
Während der deutschen Besatzung versuchte Renault, die Verschleppung von Renault-Arbeitern nach Deutschland zu verhindern.
Nach der Befreiung von Paris (Stadtkommandant Dietrich von Choltitz ignorierte den Führerbefehl, Paris bis zum letzten Mann zu verteidigen und schließlich zu zerstören, und kapitulierte am 25. August 1944 nach anfänglichem Widerstand) stellte sich Renault am 23. September 1944 (auf Anraten seines Freundes Ribet, dem Präsidenten der Anwaltskammer) den Behörden. Er wurde im Gefängnis im Pariser Vorort Fresnes inhaftiert.
Am 9. Oktober wurde er in ein psychiatrisches Krankenhaus eingeliefert und kurz darauf in die Klinik Saint-Jean-de-Dieu verlegt. Dort starb er am 24. Oktober 1944. Die Todesursache bleibt unklar: Während offizielle Stellungnahmen von einer Urämie (Harnvergiftung) sprechen, deuten einige Umstände auf tödliche Misshandlungen in der Gefängniszelle hin. Seine Frau Christiane besuchte ihren inhaftierten Mann und war sicher, er sei misshandelt und umgebracht worden. Louis Renault wurde auf dem Cimetiére de Ville in der Gemeinde Herqueville, Département Manche, beigesetzt.